# Kirk Snyder
Kirk Patrick Snyder (ur. 5 czerwca 1983 w Los Angeles w Kalifornii) – amerykański koszykarz, występujący na pozycji rzucającego obrońcy bądź niskiego skrzydłowego.

## Kariera sportowa
Karierę koszykarską rozpoczął w 2004 roku, kiedy to został wybrany z 16 numerem draftu NBA przez Utah Jazz. Po roku został oddany do New Orleans Hornets. W latach 2006–2008 był zawodnikiem Houston Rockets. Następnie był zawodnikiem Minnesoty Timberwolves. W sezonie 2008/09 bronił barw Zhejiang Horses. W 2011 roku był zawodnikiem Halifax Rainmen oraz BC Niżny Nowogród.
W dniu 30 marca 2009 roku został oskarżony o włamanie i pobicie, jednak dzień później wyszedł za kaucją 500 tysięcy dolarów.  5 maja 2010 roku wina została mu udowodniona i został skazany na trzy lata więzienia oraz grzywnę 5,500 tysięcy dolarów.